# БСК (футбольный клуб, Спирово)
БСК — ныне не существующий российский футбольный клуб из посёлка Спирово, Тверская область.

## История
Основан в 2001 году предпринимателем Валерием Ефимовым (в прошлом футболист и тренер) и генеральным директором отделения «Балтийской строительной компании» «Строймеханизация» Евгением Новосёловым, который стал президентом клуба. Основа команды была сформирована из петербургских футболистов.
В свой первый сезон БСК выиграл первенство КФК в зоне «Золотое кольцо», при этом команда обладала одним из первых в стране полем с искусственным покрытием и уникальным для населённого пункта с населением меньше 10 000 жителей футбольным комплексом. Следующие три года БСК провёл в зоне «Запад» второго дивизиона. По окончании сезона-2004 компания «БСК-Строймеханизация» практически обанкротилась, и клубу пришлось лишиться профессионального статуса. Главный тренер Игорь Королев и ряд футболистов перешли в другой клуб из тверской области — «Волочанин-Ратмир» Вышний Волочёк. В 2005 году БСК занял последнее, 12 место в чемпионате Тверской области. Перед началом сезона-2006 планировалось объединение БСК с командой «Реал» Тверь, однако спировская команда провела год в группе «А» второго дивизиона первенства Тверской области, где заняла 3 место, после чего в соревнованиях не участвовала.

## Результаты выступлений
- 2001 — 1 место в зоне «Золотое Кольцо» КФК; 2 место в финальном турнире КФК
- 2002 — 7 место во втором дивизионе, зона «Запад»
- 2003 — 13 место во втором дивизионе, зона «Запад»
- 2004 — 10 место во втором дивизионе, зона «Запад»
- 2005 — 12 место в чемпионате Тверской области
- 2006 — 3 место во втором дивизионе чемпионата Тверской области (гр. А)

## Известные игроки
- Иван Галухин
- / Олег Глущенко
- Владислав Ефимов
- Владислав Киселёв
- Евгений Крячик
- Олег Лепик
- Сергей Лобанов
- Алексей Снигирёв